# Arthur Fontaine
Arthur Fontaine, född 3 november 1860, död 2 september 1931, var en fransk socialpolitiker och ämbetsman.
Fontain blev tidigt intresserad för sociala frågor, och blev 1899 förste chef och organisatör av franska socialstyrelsen. Som sådan utövade han ett stort inflytande på alla sociala frågor handläggning av regering och parlament. Han var fransk delegerad vid Washingtonkonferensen 1921 och senare samtliga år vid Genèvekonferensen. Vid Internationella arbetarbyråns bildande valdes han till dess ordförande och blev sedan ständigt återvald. Han var samtidigt generalinspektör för franska gruvväsendet, ordförande i statsjärnvägarnas råd och ordförande i styrelsen för statsgruvorna i Saar.